# Search for Extra-Terrestrial Intelligence
SETI este un acronim de la expresia engleză Search for Extra-Terrestrial Intelligence (în română Căutarea Vieții Extraterestre Inteligente). Este vorba despre căutarea în cosmos a unor semnale ce ar putea proveni de la civilizații extraterestre dezvoltate, inteligente. Există și un institut internațional de cercetare pe acest domeniu, numit SETI Institute.
SETI folosește radiotelescoape pentru a căuta semnale radio din Univers cu lățime de bandă îngustă. Aceste semnale nu sunt cunoscute să apară în mod natural, în consecință detectarea lor poate furniza dovezi ale unei tehnologii extraterestre.

## Căutarea
În Sistemul Solar, chiar dacă ar exista viață extraterestră primitivă, o viață extraterestră inteligentă nu există. Ea trebuie căutată în zone mult mai întinse ale cosmosului.
Începând din anul 1960 au fost lansate câteva programe științifice de căutare a acesteia, printre care și căutări de semnale în domeniul radio din spectrul undelor electromagnetice.
Pentru călătorii interstelare, care în romanele science-fiction se întâlnesc atât de des, este pentru omenire mult prea devreme, dificultățile unei astfel de călătorii fiind încă de neînvins, cauza principală fiind distanțele copleșitoare dintre Pământ și alte planete (exoplanete), precum și timpul necesar, corespunzător distanței.
În locul acestora, astronomii cercetează deja bolta cerească cu ajutorul radiotelescoapelor, sperând ca într-o bună zi să recepționeze semnale de la o civilizație de pe vreo planetă îndepărtată, de undeva din Univers. Această speranță impune ca civilizația îndepărtată să dispună la rândul ei de sisteme de producere și transmisie a semnalelor radio la mari distanțe. În plus mai este nevoie și ca respectiva civilizație să se afle într-un stadiu de dezvoltare și organizare socială cât de cât corespunzător cu al nostru, deci este nevoie și de o coincidență în timp, care și ea este foarte puțin probabilă.
Totuși nici măcar cercetările efectuate aici pe Pământ nu sunt simple, aceasta iarăși din cauza imenselor întinderi ale Universului și galaxiilor. Numai galaxia noastră, Calea Lactee, conține peste 100 miliarde de stele, și are un diametru de circa 100.000 ani-lumină. Alte galaxii conțin stele și mai îndepărtate. Un mic procent din aceste stele ar putea prezenta planete cu condiții fizice favorabile vieții. Pentru a găsi însă un semnal încă total necunoscut, venit de undeva din cosmos, este fără îndoială nevoie de tehnici, dar și de strategii de căutare deosebit de sofisticate. Până în ziua de azi (2011) încă nu se poate nici măcar aprecia numărul eventualelor civilizații din Calea Lactee cu care civilizația omenească ar putea intra în contact în viitor. În plus, nu se poate aprecia nici cât va dura căutarea: decenii, milenii, sau poate chiar milioane de ani?

### Cronologie
- Secolul al II-lea d.Hr.: Lucian din Samosata imaginează în cartea sa Verae historica, extratereștri care dispun de un sistem universal de observare, sonor, tactil și vizual.

- Secolul al XVIII-lea: Savanții concep sisteme vizuale de comunicare cu Luna.
- 1959: Giuseppe Cocconi și Philip Morrison dau startul știintei moderne a căutării vieții extraterestre, printr-un articol apărut în revista Nature, în care demonstrează capacitatea undelor radio de a trimite semnale interstelare.

- 1960: Frank Drake inițiază Proiectul Ozma, prima cercetare serioasă care dezbate problema semnalelor extraterestre. Pentru partea practică a proiectului, Drake folosește radiotelescopul observatorului Green Bank, Virginia, S.U.A., cu diametrul de 26 metri.

- 1961: Într-o reuniune SETI la Green Bank, Frank Drake prezintă o ecuație prin care estimează că numărul civilizațiilor extraterestre care ar putea exista în galaxie este 10.000.

- 1967: Anthony Hewish și Jocelyn Bell Burnell sesizează vibrații inteligente ale unei surse radio și, crezând câ sunt semnale extraterestre, le numesc "little green men" - LGM-1 ("micii oameni verzi"), dar se conving ca acestea provin de la un pulsar, care ulterior a fost denumit  PSR B1919+21.

- 1971: Proiectul Cyclop al NASA cere guvernului S.U.A. 10 miliarde de USD pentru construcția unei baze de cercetări cu 1.000 de radiotelescoape de 100 de metri diametru fiecare, care să cerceteze în mod eficient semnalele extraterestre. Proiectul nu este aprobat.

- 1972: O placă gravată care reprezintă evoluția speciei umane, este amplasată la bordul sondelor spațiale Pioneer 10 și Pioneer 11, în speranța că va fi descoperită de ființe extraterestre.

- 1974: De la observatorul Arecibo din Puerto Rico, Frank Drake lansează primul mesaj interstelar destinat extratereștrilor.

- 1977: Un disc ce conține texte, sunete și imagini este trimis în spațiu la bordul sondelor Voyager 1 și Voyager 2.

- 1979: Carl Sagan, împreună cu Louis Friedman și Bruce Murray, fondează Societatea Planetară. Prin intermediul acesteia, ei susțin financiar dezvoltarea proiectelor SETI și ale altor institute SETI.

- 1979: Universitatea Berkeley din California lansează programul SERENDIP  (Search for Extraterrestrial Radio Emissions from Nearby Developed Intelligent Populations).

- 1980: Paul Horowitz concepe un analizor de spectru mobil care poate descifra mai multe canale radio simultan. Până în prezent, Horowitz a monitorizat 80 de milioane de canale radio.

- 1982: Senatorul William Proxmire aduce critici severe SETI, amenințînd NASA că va propune închiderea programului. Carl Sagan îl convinge personal pe senator de necesitatea SETI și, astfel, NASA finanțează în continuare dezvoltarea acestuia.

- 1984: Frank Drake și alti cercetători SETI participă împreună cu experți NASA, la cel mai amplu program de cercetare a semnalelor extraterestre realizat pâna atunci.

- 1992: La aniversarea a 500 de ani de la descoperirea Americii de Cristofor Columb, guvernul S.U.A. finanțează programul SETI Microwave Observing Program (MOP) condus de NASA. Acesta consta într-o supraveghere permanentă a cerului și cercetarea detaliată a anumitor stele.

- 1993: Senatorul american Richard Bryan critică, în cadrul unei ședinte a Congresului activitatea SETI, introducând un amendament la bugetul pe anul 1994 care prevedea nealocarea de fonduri și închiderea programului MOP.

- 1995: Institutul SETI intră în posesia echipamentului necesar pentru a demara proiectul Phoenix, finanțat de institutul SETI din Mountain View, California care continuă cercetările NASA, prin amplasarea de noi radiotelescoape în mai multe locații din toată lumea. În același an, David Gedye cu sprijinul Universității Berkley din California, a propus folosirea unui supercomputer virtual compus dintr-un număr mare de calculatoare conectate la Internet; astfel, s-a organizat proiectul SETI@home.

- 1998: Folosindu-se de telescopul optic de 154 cm diametru de la Universitatea Harvard, Paul Horowitz începe căutarea mesajelor extraterestre prin analizarea semnalelor razelor laser care vibreaza, cu ajutorul unui laser Doppler vibrometru. Cercetarea sa continuă, iar în prezent Horowitz folosește noul telescop optic de 183 de cm diametru.

- 1999: Software-ul SETI@home Classic a fost lansat și a atras milioane de utilizatori care l-au instalat pe calculatoarele personale. Prin intermediul acesteia, se decodează mesajele radio înregistrate de telescoape, în vederea detectării eventualelor semnale extraterestre.

- 2003: În Rusia, de la radiotelescopul RT-70 al stației de cercetare Ievpatoria, Crimeea, sunt trimise peste un milion de mesaje interstelare, primite prin e-mail de la navigatori pe internet din toată lumea.

- 2004: La observatorul radio Hat Creek din California, începe construcția celui mai performant radiotelescop de pe Terra, Allen Telescope Array, care va avea 350 de discuri. [1]

- 2025?: Telescopul Allen va intercepta semnale identificabile de origine extraterestră, ... apoi va urma decodificarea acelor semnale.[2]

## Critici
Ufologul american și fost fizician nuclear Stanton T. Friedman critică puternic programul de cercetare SETI. El contestă premisa implicită a SETI, care presupune că nu a existat nicio vizită extraterestră pe planeta noastră - deoarece SETI caută doar semnale (radio sau similare) din cosmos, dar nu și inteligențe extraterestre sau ființe nepământene de pe Pământ. El susține că importanța și pretențiile publice larg răspândite ale celor implicați în programul SETI au avut tendința de a preveni cercetările mai serioase ale OZN-urilor, inclusiv cercetările unor jurnaliști (p. 129). El a „redenumit” SETI ca fiind „Silly Effort To Investigate” (Efort stupid de investigare)
Friedman l-a criticat pe Carl Sagan, un susținător al SETI, pentru ignorarea unor dovezi empirice, cum ar fi Raportul special nr. 14 „600-plus UNKNOWNS” al Project Blue Book. Friedman a susținut că aceste date empirice contrazic direct afirmația lui Sagan din cartea Other Worlds, potrivit căreia „cazurile de încredere sunt neinteresante și cazurile interesante sunt nesigure”. Concret, Friedman se referă la un tabel din Raportul special nr. 14 al Project Blue Book care, spune el, «cu cât calitatea observației este mai bună, cel mai probabil că va fi catalogată ca „necunoscută” și mai puțin probabil că aceasta va fi listată ca „informație insuficientă”» (p. 42).

## Alte proiecte asemănătoare SETI
- Proiectul Ozma, care a stat la baza programului SETI
- Proiectul Cyclop
- Proiectul Phoenix
- Proiectele Sentinel, META (Megachannel Extra-Terrestrial Assay), și BETA (Billion-Channel Extraterrestrial Assay) la Universitatea Harvard [6]
- Proiectul SERENDIP
- Proiectul de căutare a planetelor (Planet Search Project) la San Francisco State University
- Proiectul SETI Optic
- SETI League, organizație nonprofit cu peste 1500 de membrii members în 62 de țări
- Proiectul Argus
- SETI Net, un sistem de căutare privat, afiliat cu SETI League și este una dintre stațiile proiectului Argus (DM12jw). [7]